# Anthocephala berlepschi
El colibrí cabecicastaño de Tolima o colibrí florido de Tolima (Anthocephala berlepschi) es una especie de ave apodiforme de la familia Trochilidae —los colibríes— una de las dos pertenecientes al género Anthocephala. Es endémica de Colombia.

## Distribución y hábitat
Se distribuye únicamente en los Andes centrales del centro y sur de Colombia, en Quindío, Cauca, Tolima y norte de Huila.
Habita en el bosque húmedo, bosque secundario más viejo y bordes de bosque, en altitudes entre 1200 y 2500 m s. n. m..

## Estado de conservación
El colibrí cabecicastaño de Tolima ha sido calificado como «vulnerable» por la Unión Internacional para la Conservación de la Naturaleza (IUCN) debido a que su pequeña zona de distribución y su población, estimada entre 1000 y 4500 individuos maduros, se presumen estar en decadencia como resultado de la continua pérdida de hábitat.

## Alimentación
Se alimenta del néctar de flores en el nivel inferior del bosque.

### Especies forrajeadas
En el Ukuku Rural Lodge (Cañón del Combeima, Ibagué, Tolima), a 1890 m s. n. m., esta especie de colibrí ha sido observada forrajeando las siguientes especies de plantas: mermelada (Streptosolen jamesonii), corazón de pollo (Iochroma gesnerioides), verbena morada y rosada (Stachytarpheta cayanensis), ojo de poeta (Thumbergia alata, especie introducida e invasiva), flor de colibrí (Justicia secunda), salvia rastrera (Salvia procurrens), entre otras.

### Comportamiento de forrajeo
Según las observaciones realizadas por David Bejarano (Truman) en el Cañón del Combeima, el colibrí cabecicastaño del Tolima se podría considerar como una especie «sin fronteras» (traplines), ya que forrajea diferentes parches sin ser dominante o subordinado. 

## Sistemática

### Descripción original
La especie A. berlepschi fue descrita por primera vez por el zoólogo británico osbert Salvin en 1893 bajo el mismo nombre científico; su localidad tipo es: « Bogotá, Colombia».

### Etimología
El nombre genérico femenino «Anthocephala» se compone de las palabras del griego «anthos» que significa ‘flor’, ‘florecer’ y «kephalē» que significa ‘cabeza’; y el nombre de la especie «berlepschi» conmemora al ornitólogo alemán Hans von Berlepsch (1850–1915).

### Taxonomía
Hasta el año 2014, el género Anthocephala era tratado como monotípico, incluyendo apenas la especie tipo Anthocephala floriceps, pero los estudios de Lozano-Jaramillo et al (2014) encontraron que las dos subespecies se diferenciaban fuertemente, no solo genéticamente como también en su nicho ecológico, sugiriendo que la subespecie andina A. floriceps berlepschi podría ser tratada como especie separada de la nominal de la Sierra Nevada de Santa Marta. El Comité de Clasificación de Sudamérica (SACC) reconoció la separación en la Propuesta No 654.
Es monotípica.